# Anamaria Vartolomei

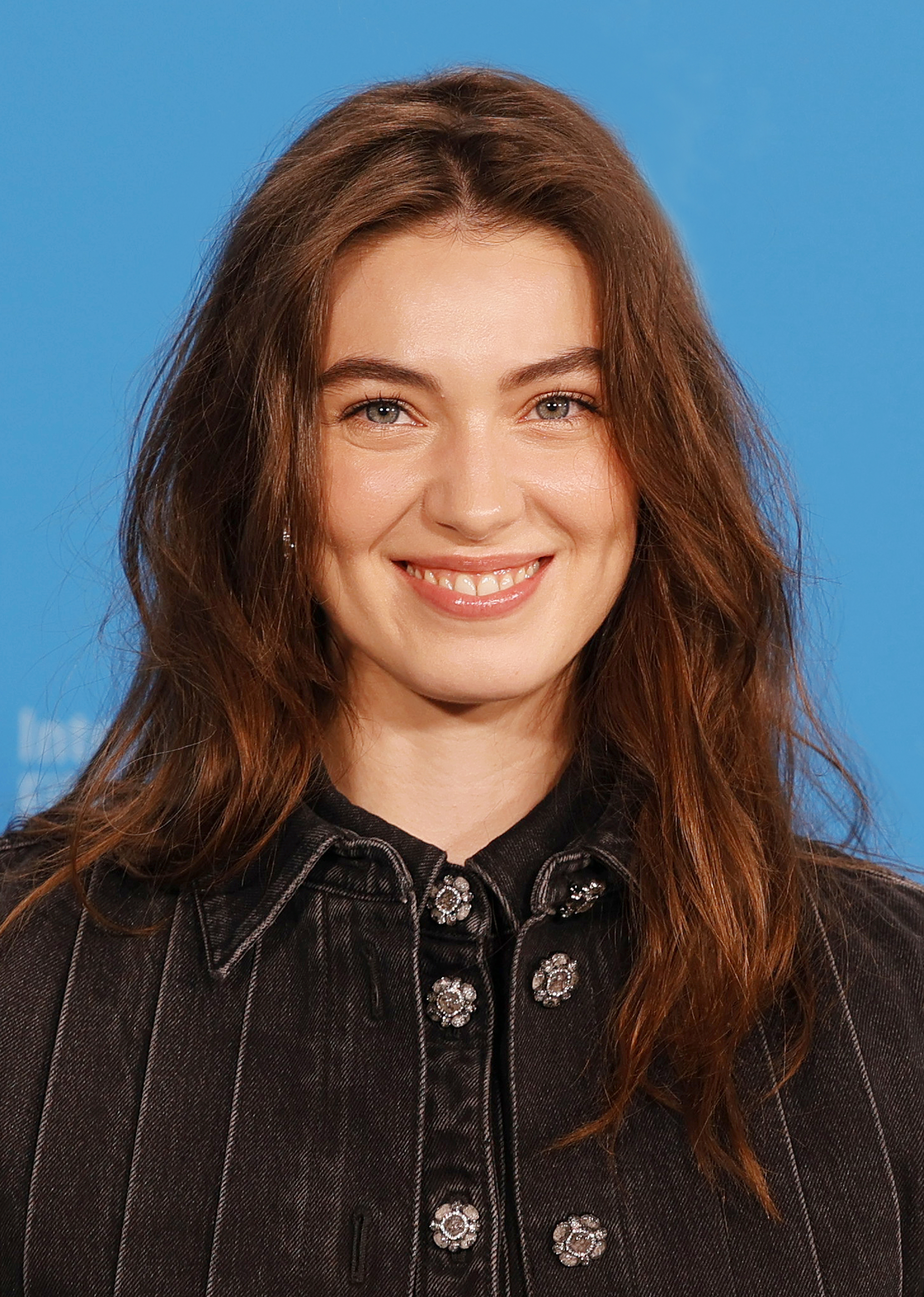
Anamaria Vartolomei (2024)

Anamaria Vartolomei (* 1999 in Rumänien) ist eine rumänische Schauspielerin, die in Paris lebt.

## Leben
Anamaria Vartolomei lebt in Paris, wo sie auch die Schule besuchte. Ihr Schauspieldebüt gab sie 2011 als Kinderdarstellerin in dem Film I’m Not a F**king Princess in der Titelrolle. Diese beruht auf den Erinnerungen von Eva Ionesco. Sie spielte an der Seite von Isabelle Huppert, die im Film ihre Mutter verkörperte. Als der Film gedreht wurde, war sie zehn Jahre alt.
Im Jahr 2021 übernahm sie die Hauptrolle in dem preisgekrönten Abtreibungsdrama Das Ereignis von Audrey Diwan. Für ihre Darstellung der Anne gewann sie einen Prix Lumière als beste Darstellerin sowie den César als Beste Nachwuchsdarstellerin.
Im Jahr 2024 porträtierte Vartolomei die französische Schauspielerin Maria Schneider in der Filmbiografie Maria.

## Filmografie
- 2011: I’m Not a F**king Princess
- 2014: C comme couteau
- 2014: Jacky im Königreich der Frauen (Jacky au royaume des filles)
- 2015: Deux rivages
- 2016: Ma révolution
- 2016: L’idéal
- 2016: Éternité
- 2017: Das Mädchen, das lesen konnte (Le semeur)
- 2017: Ein königlicher Tausch (L'échange des princesses)
- 2019: Just Kids
- 2020: Die perfekte Ehefrau (La bonne épouse)
- 2021: Das Ereignis (L’événement)
- 2022: Méduse
- 2024: Das Imperium (L’Empire)
- 2024: Maria
- 2024: Der Graf von Monte Christo (Le Comte de Monte-Cristo)
- 2025: Mickey 17
- 2025: L’intérêt d’Adam

## Kritik
„Die Nachwuchsschauspielerin Anamaria Vartolomei überzeugt als junges Mädchen, für die der Traum ihrer Mutter von einer Künstlerkarriere im Paris der 70er Jahre zum Alptraum wird.“

„In Anamaria Vartolomei hat Ionesco eine vielversprechende Nachwuchsschauspielerin gefunden, die an Sinnlichkeit, Schauspiel und Grazie in ihrem Alter kaum zu übertreffen ist.“

## Auszeichnungen
- 2012: Nominierung als Beste Nachwuchsschauspielerin (Meilleur espoir féminin) bei den Internationalen Filmfestspielen von Cannes[5]
- 2022: Prix Lumière für Das Ereignis (Beste Darstellerin)
- 2022: César für Das Ereignis (Beste Nachwuchsdarstellerin)